# Zelenîi Hai, Oleksandria
Zelenîi Hai (în ucraineană Зелений Гай) este un sat în comuna Dobronadiivka din raionul Oleksandria, regiunea Kirovohrad, Ucraina.

## Demografie
Componența lingvistică a localității Zelenîi Hai
     Ucraineană (92,86%)
     Rusă (7,14%)
Conform recensământului din 2001, majoritatea populației localității Zelenîi Hai era vorbitoare de ucraineană (92,86%), existând în minoritate și vorbitori de rusă (7,14%).